# Zebra Peak
Der Zebra Peak ist ein Nunatak im ostantarktischen Mac-Robertson-Land. In der Gruppe der Stinear-Nunatakker ragt er 2,5 km nordöstlich des Summers Peak auf.
Der Geologe David J. Grainger, Teilnehmer an einer Kampagne der Australian National Antarctic Research Expeditions, besuchte ihn im Zuge von Vermessungen der Prince Charles Mountains im Februar 1970. Das Antarctic Names Committee of Australia benannte den Nunatak deskriptiv wegen seiner auffälligen Bänderung, die an Zebrastreifen erinnern.